# Anaheim Ducks
Anaheim Ducks je hokejaški klub iz Anaheima u američkoj saveznoj državi Kaliforniji.
Natječe se u NHL ligi od 1993./1994. godine.
Domaće sklizalište: 
- Honda Center

Klupske boje: purpurna, žad, srebrna i bijela

### Momčad u sezoni 2010./11.
Stanje: veljača 2011.
| Vratar           | Vratar       | Vratar              | Vratar              | Vratar             | Vratar                          | Vratar       | Vratar                         |
| #                |              | Ime                 | Ime                 | Nadnevak rođenja   | Mjesto rođenja                  | U momčadi od | Prethodna momčad               |
| ---------------- | ------------ | ------------------- | ------------------- | ------------------ | ------------------------------- | ------------ | ------------------------------ |
| 1                | Češka        | Jonas Hiller        | Jonas Hiller        | 12. veljače 1982.  | Felben-Wellhausen, Švicarska    | 2007.        | HC Davos                       |
| 29               | Kanada       | Ray Emery           | Ray Emery           | 28. rujna 1982.    | Hamilton, Ontario, Kanada       | 2011.        | Syracuse Crunch                |
| 38               | Kanada       | Dan Ellis           | Dan Ellis           | 19. lipnja 1980.   | Saskatoon, Saskatchewan, Kanada | 2011.        | Tampa Bay Lightning            |
| Obrambeni igrači |              |                     |                     |                    |                                 |              |                                |
| #                |              | Ime                 | Ime                 | Nadnevak rođenja   | Mjesto rođenja                  | U momčadi od | Prethodna momčad               |
| 3                | Švedska      | Andreas Lilja       | Andreas Lilja       | 13. srpnja 1975.   | Helsingborg, Švedska            | 2010.        | Detroit Red Wings              |
| 4                | SAD · Kanada | Cam Fowler          | Cam Fowler          | 5. prosinca 1991.  | Windsor, Ontario, Kanada        | 2010.        | Windsor Spitfires              |
| 5                | Češka        | Luca Sbisa          | Luca Sbisa          | 30. siječnja 1990. | Ozieri, Italija                 | 2009.        | Philadelphia Flyers            |
| 17               | Slovačka     | Ľubomír Višňovský   | Ľubomír Višňovský   | 11. kolovoza 1976. | Topoľčany, Slovačka             | 2010.        | Edmonton Oilers                |
| 21               | Kanada       | Sheldon Brookbank   | Sheldon Brookbank   | 3. listopada 1980. | Lanigan, Saskatchewan, Kanada   | 2009.        | New Jersey Devils              |
| 23               | Kanada       | François Beauchemin | François Beauchemin | 4. lipnja 1980.    | Sorel, Québec, Kanada           | 2011.        | Toronto Maple Leafs            |
| 25               | Kanada       | Andy Sutton         | Andy Sutton         | 10. ožujka 1975.   | Kingston, Ontario, Kanada       | 2010.        | Ottawa Senators                |
| 32               | Finska       | Toni Lydman         | Toni Lydman         | 25. rujna 1977.    | Lahti, Finska                   | 2010.        | Buffalo Sabres                 |
| Napadači         |              |                     |                     |                    |                                 |              |                                |
| #                |              | Ime                 | Poz.                | Nadnevak rođenja   | Mjesto rođenja                  | U momčadi od | Prethodna momčad               |
| 8                | Finska       | Teemu Selänne - A   | DN                  | 3. srpnja 1970.    | Helsinki, Finska                | 2005.        | Colorado Avalanche             |
| 9                | SAD          | Bobby Ryan          | DN                  | 17. ožujka 1987.   | Cherry Hill, New Jersey, SAD    | 2006.        | Portland Pirates               |
| 10               | Kanada       | Corey Perry         | DN                  | 16. svibnja 1985.  | Peterborough, Ontario, Kanada   | 2005.        | London Knights                 |
| 11               | Finska       | Saku Koivu – A      | C                   | 23. studenog 1974. | Turku, Finska                   | 2009.        | Montréal Canadiens             |
| 12               | Kanada       | Josh Green          | LN                  | 16. studenog 1977. | Camrose, Alberta, Kanada        | 2010.        | MODO Hockey Örnsköldsvik       |
| 15               | Kanada       | Ryan Getzlaf – C    | C.                  | 10. svibnja 1985.  | Regina, Saskatchewan, Kanada    | 2005.        | Cincinnati Mighty Ducks        |
| 16               | SAD          | George Parros       | DN                  | 29. prosinca 1979. | Washington, Pennsylvania, SAD   | 2006.        | Colorado Avalanche             |
| 19               | SAD          | Brad Winchester     | LN.                 | 1. ožujka 1981     | Madison, Wisconsin, SAD         | 2011.        | St. Louis Blues                |
| 22               | SAD          | Todd Marchant       | C                   | 12. kolovoza 1973. | Buffalo, New York, SAD          | 2005.        | Columbus Blue Jackets          |
| 28               | Kanada       | Kyle Chipchura      | C                   | 19. veljače 1986.  | Westlock, Alberta, Kanada       | 2009.        | Montréal Canadiens             |
| 29               | Kanada       | Jason Jaffray       | LN                  | 30. lipnja 1981.   | Rimbey, Alberta, Kanada         | 2010.        | Calgary Flames                 |
| 33               | SAD          | Jason Blake         | LN                  | 2. rujna 1973      | Moorhead, Minnesota, SAD        | 2010.        | Toronto Maple Leafs            |
| 37               | Finska       | Jarkko Ruutu        | LN                  | 23. kolovoza 1975. | Vantaa, Finska                  | 2011.        | Ottawa Senators                |
| 39               | Kanada       | Matt Beleskey       | LN                  | 7. lipnja 1988.    | Windsor, Ontario, Kanada        | 2009.        | Belleville Bulls               |
| 42               | SAD          | Dan Sexton          | DN                  | 29. travnja 1987.  | Apple Valley, Minnesota, SAD    | 2009.        | Bowling Green State University |
| 64               | Kanada       | Brandon McMillan    | LN                  | 22. ožujka 1990.   | Delta, British Columbia, Kanada | 2010.        | Kelowna Rockets                |
| 67               | Kanada       | MacGregor Sharp     | C                   | 1. listopada 1985. | Red Deer, Alberta, Kanada       | 2009.        | University of Minnesota Duluth |

## Poznati igrači i treneri
- Paul Kariya
- Tomas Sandström

## Vanjske poveznice
Anaheim Mighty Ducks